# Melanolophia divergens
Melanolophia divergens är en fjärilsart som beskrevs av W. Warren 1906. Melanolophia divergens ingår i släktet Melanolophia och familjen mätare. Inga underarter finns listade i Catalogue of Life.